# آهو قلعة (هير أردبيل)
آهو قلعة (بالفارسية: آهوقلعه) هي منطقة سكنية تقع في إيران في قسم هير الريفي. يقدر عدد سكانها بـ 103 نسمة .